# Kakianako Nariki
Kakianako Nariki (* 28. Dezember 1982 in Marakei) ist ein ehemaliger kiribatischer Sprinter.

## Biografie
Kakianako Nariki, der bereits an den Südpazifikspielen 2003 teilgenommen hatte, nahm auch an den Olympischen Sommerspielen 2004 in Athen über 100 Meter teil, schied allerdings in seinem Vorlauf aus.